# Damjan Stojanovski
Damjan Stojanovski (mazedonisch Дамјан Стојановски; * 9. Dezember 1987 in Skopje, SR Mazedonien) ist ein mazedonischer Basketballspieler. Mit seinen Vereinen gewann Stojanovski zwei Doubles aus nationaler Meisterschaft und Pokalwettbewerb in Bulgarien mit Lukoil Akademik sowie in Mazedonien mit MZT Skopje. Zudem gewann er drei weitere mazedonische Pokalwettbewerbe mit verschiedenen Vereinen. Als Nationalspieler verpasste er mit der mazedonischen Nationalmannschaft bei der EM-Endrunde 2011 auf dem vierten Platz nur knapp eine Medaille. Sein Zwillingsbruder Vojdan Stojanovski ist gleichfalls Basketballnationalspieler und ist bislang unter anderem auch in der deutschen Basketball-Bundesliga bei ALBA Berlin aktiv gewesen. Seit 2012 spielt er zusammen mit seinem älteren Bruder Ognen (* 1984) für den mazedonischen Doublegewinner KK MZT aus Skopje.

## Karriere
Seine ersten Spiele in Seniorenmannschaften absolvierte Damjan Stojanovski zusammen mit seinem Bruder Vojdan in seiner Heimatstadt beim KK Vardar, der 2007 nach zwei vorangegangenen Finalniederlagen den Pokalwettbewerb in Mazedonien gewinnen konnte. Anschließend spielten beide gemeinsam zwei Jahre bei AMAK SP in Ohrid, der 2009 schließlich auch den Pokalwettbewerb gewinnen konnte. Anschließend waren beide gemeinsam im Endrundenkader der Herren-Nationalmannschaft bei der Europameisterschaft 2009 vertreten, für die sich die mazedonische Auswahl erstmals nach zehn Jahren wieder qualifizierte und nach Erreichen der Zwischenrunde und einem Sieg über Deutschland einen guten neunten Platz belegte.
2009 trennten sich die Wege der Zwillingsbrüder und Damjan Stojanovski ging zurück zum KK Vardar, der die Play-off-Finalserie 2010 um die mazedonische Meisterschaft knapp in sieben Spielen gegen KK Feni Industries verlor. Anschließend wechselte Damjan Stojanovski für zwei Jahre ins Ausland und ging ins benachbarte Bulgarien zum Serienmeister Lukoil Akademik aus der Hauptstadt Sofia, wo bereits zuvor sein Nationalmannschaftskollege Pero Antić aktiv gewesen war. Mit Lukoil Akademik gewann er zweimal das Double aus bulgarischer Meisterschaft und Pokalwettbewerb. Im Viertelfinale der EuroChallenge 2010/11 scheiterte man jedoch im Viertelfinale am späteren Titelgewinner KK Krka aus Slowenien. Ein Jahr später schied man im höherrangigen Eurocup 2011/12 bereits in der Vorrunde aus. Bei der EM-Endrunde 2011 konnten die Stojanovski-Zwillinge den bislang größten Erfolg für die mazedonische Nationalmannschaft feiern. Angeführt vom naturalisierten Bo McCalebb und dem späteren NBA-Profi Antić erreichte die Auswahl beinahe sensationell das Halbfinale und schlug dabei im Viertelfinale den Gastgeber und Medaillenkandidaten Litauen. Nach zwei Niederlagen gegen Titelverteidiger Spanien und Russland verpasste man auf dem vierten Platz jedoch die erhoffte Medaille.
2012 kehrte Damjan Stojanovski nach Skopje zurück und schloss sich dem mazedonischen Doublegewinner KK MZT an, bei dem bereits sein älterer Bruder Ognen sowie der frühere Basketball-Bundesliga-Spieler und Nationalmannschaftskapitän Todor Gečevski spielte. Gemeinsam verteidigte man das Double 2013 und gewann auch den Pokalwettbewerb in der Saison 2013/14. Mit der Nationalmannschaft schied man bei der EM-Endrunde 2013 diesmal bereits nach der Vorrunde aus und bei der Premiere von KK MZT in einem internationalen ULEB-Wettbewerb reichte es im Eurocup 2013/14 nur zu einem Sieg in zehn Vorrundenspielen. In der ABA-Liga reichte es nach einem siebten Platz mit positiver Bilanz 2013 in der Saison 2013/14 nur zum neunten Platz.